# Championnats du monde de paracyclisme sur route
Les championnats du monde de paracyclisme sur route sont une manifestation sportive permettant de désigner les champions du monde dans les différentes disciplines et catégories du paracyclisme ou cyclisme handisport. Leurs trois premières éditions qui ont eu lieu en 1998, 2002 et 2006 sont organisées par le Comité international paralympique (CIP) en même temps que les championnats du monde de paracyclisme sur piste.  
Depuis 2007, ils sont organisés sous l'égide de l'Union cycliste internationale (UCI), à laquelle le CIP a transféré la gouvernance du paracyclisme,. À partir de 2009, ils sont organisés séparément des championnats sur piste.
Les mondiaux 2023 sont organisés dans le cadre des premiers championnats du monde de cyclisme UCI à Glasgow, qui rassemblent tous les quatre ans treize championnats du monde de cyclisme dans différentes disciplines cyclistes tandis que l'édition 2024 a lieu en même temps que les championnats du monde de cyclisme sur route.

## Éditions
| N° | Édition | Ville            | Pays           | Date              | Site                       | Épreuves | Nations | Athlètes |
| -- | ------- | ---------------- | -------------- | ----------------- | -------------------------- | -------- | ------- | -------- |
| 1  | 1998    | Utah             | États-Unis     |                   |                            |          |         |          |
| 2  | 2002    | Altenstadt       | Allemagne      |                   |                            |          |         |          |
| 3  | 2006    | Aigle            | Suisse         | 11-18 septembre   | Centre mondial du cyclisme |          |         |          |
| 4  | 2007    | Bordeaux         | France         | 19-27 août        | Villenave-d'Ornon          |          | 40      |          |
| 5  | 2009    | Bogogno          | Italie         | 8-13 septembre    |                            | 24       | 39      | 259      |
| 7  | 2010    | Baie-Comeau      | Canada         | 17-22 août        |                            | 24       |         |          |
| 8  | 2011    | Roskilde         | Danemark       | 8-11 septembre    |                            | 24       |         |          |
| 9  | 2013    | Baie-Comeau      | Canada         | 29 août-1er sept. |                            | 24       |         |          |
| 10 | 2014    | Greenville       | États-Unis     | 29 août-1er sept. |                            | 26       |         |          |
| 11 | 2015    | Nottwil          | Suisse         | 28 juillet-2 août |                            |          |         |          |
| 12 | 2017    | Pietermaritzburg | Afrique du Sud | 31 août-3 sept.   |                            |          |         |          |
| 13 | 2018    | Maniago          | Italie         | 2-5 août          |                            |          |         |          |
| 14 | 2019    | Emmen            | Pays-Bas       | 11-15 septembre   |                            |          |         |          |
| 15 | 2020    | Ostende          | Belgique       | 4-7 juin          |                            | annulé   | annulé  | annulé   |
| 16 | 2021    | Cascais          | Portugal       | 9-13 juin         |                            |          |         |          |
| 17 | 2022    | Baie-Comeau      | Canada         | 11-14 août        |                            |          |         |          |
| 18 | 2023    | Glasgow          | Royaume-Uni    | 9-13 août         |                            |          |         |          |
| 19 | 2024    | Zurich           | Suisse         | 21-29 septembre   |                            |          |         |          |
| 20 | 2025    | Renaix           | Belgique       |                   |                            |          |         |          |
| 21 | 2026    | à déterminer     |                |                   |                            |          |         |          |
| 22 | 2027    | Haute-Savoie     | France         |                   |                            |          |         |          |